# Lestes amicus
Lestes amicus är en trollsländeart som beskrevs av Martin 1910. Lestes amicus ingår i släktet Lestes och familjen glansflicksländor. IUCN kategoriserar arten globalt som livskraftig. Inga underarter finns listade i Catalogue of Life.

## Bildgalleri

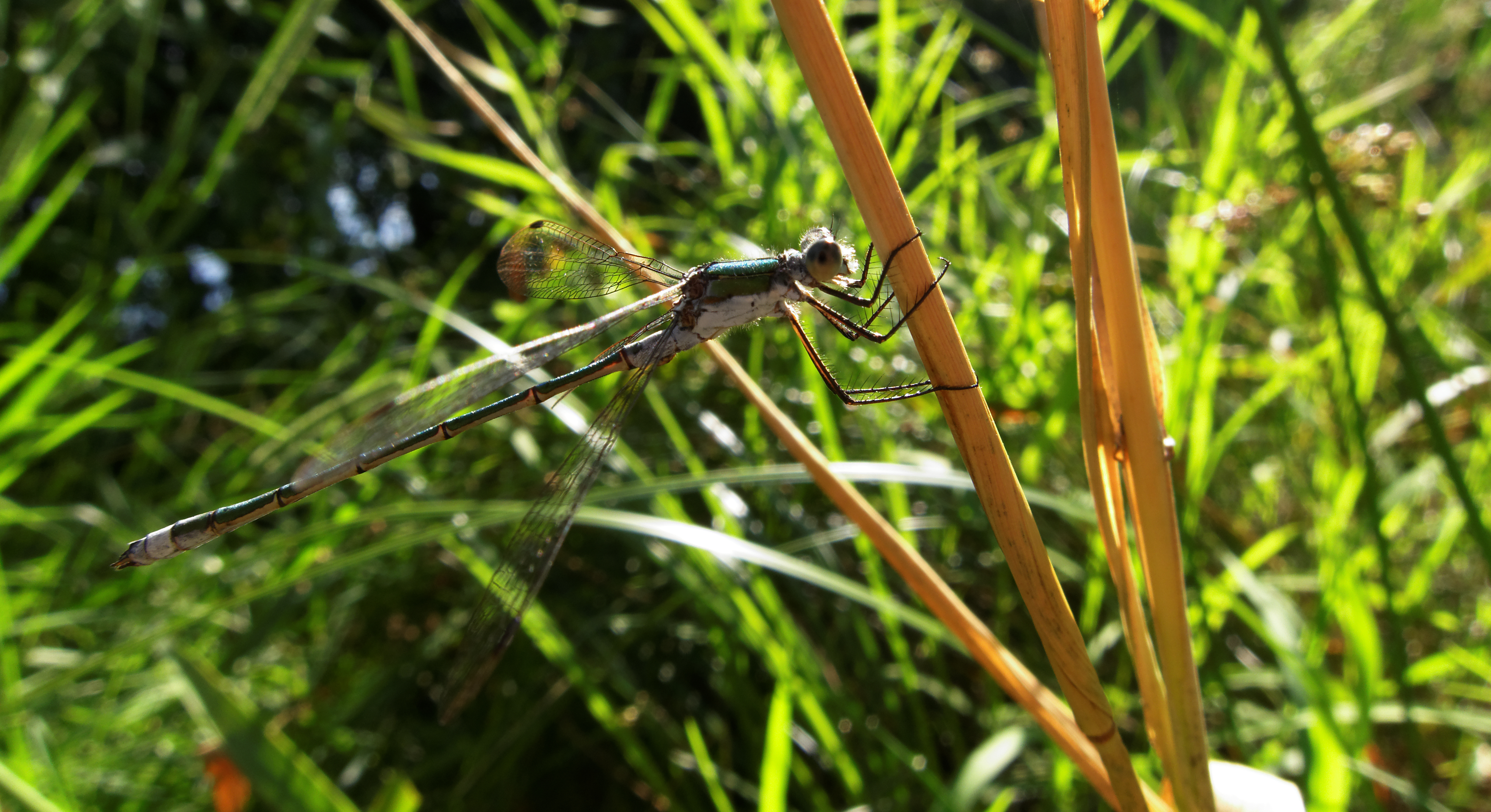
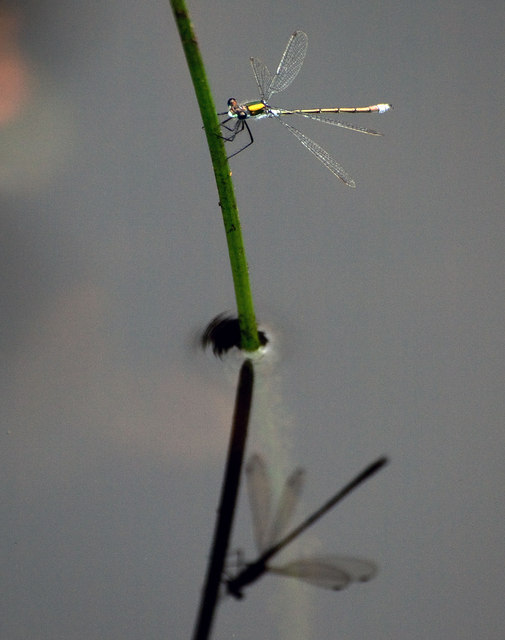
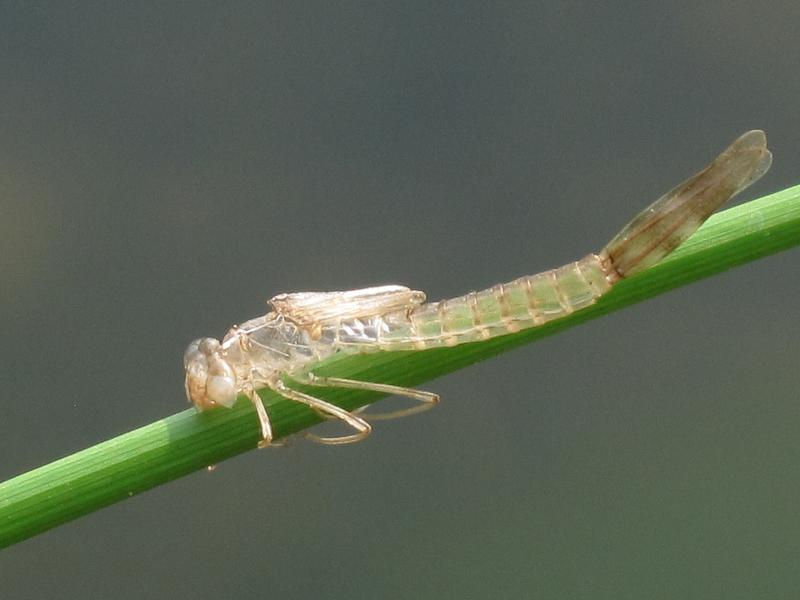
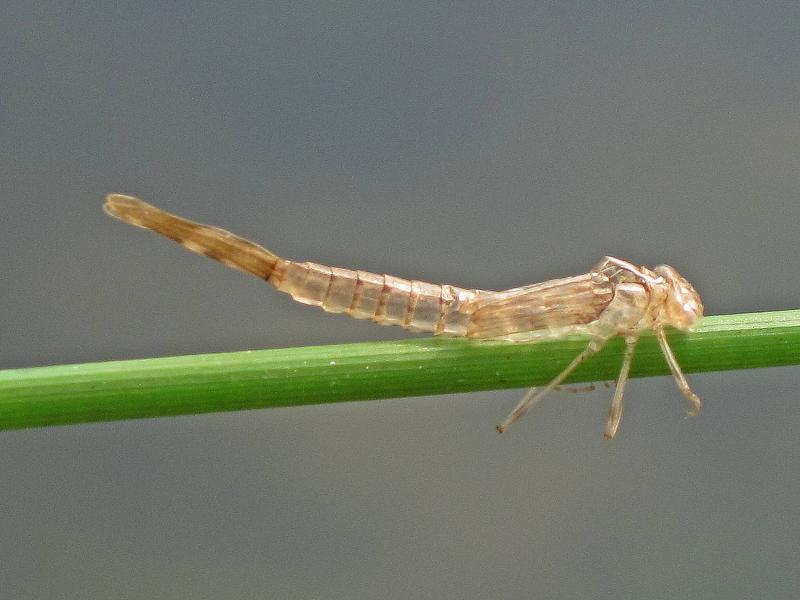